# Olios nossibeensis
Olios nossibeensis là một loài nhện trong họ Sparassidae.
Loài này thuộc chi Olios. Olios nossibeensis được Embrik Strand miêu tả năm 1907.